# Elena av Montenegro
Elena av Montenegro, född 8 januari 1873 i Cetinje i Montenegro, död 28 november 1952 i Montpellier i Frankrike, var en drottning av Italien och gift med kung Viktor Emanuel III av Italien. Hon bar också titeln kejsarinna av Etiopien under den italienska ockupationen av Etiopien 1936–1941 och titeln drottning av Albanien under den italienska ockupationen av detta land 1939-1943.

## Tidigt liv
Elena var dotter till kung Nikola I Petrović-Njegoš av Montenegro och Milena Vukotić. Hon fick en konventionell bildning i sällskapstalanger av en schweizisk guvernant fram till 12 års ålder, då hon sattes i flickskola i Sankt Petersburg i Ryssland, där hon gick till 18 års ålder 1891. 

## Giftermål
I april 1895 närvarade hon vid invigningen den årliga internationella konstutställningen i Venedig, där hon presenterades för det italienska kungaparet och tronföljaren. Elena beskrivs som lång, ståtlig, värdig och elegant, men tack vare att hennes föräldrars hov var väldigt litet och lantligt och hon hade fått en enkelt barndom beskrivs hon ändå som mycket mer naturlig än vad som var vanligt bland europeiska prinsessor. 
Hon gifte sig 24 oktober 1896 med Viktor Emanuel 24 oktober. Före bröllopet konverterade Elena från sin ortodoxa tro till katolicism. Det hade föreslagits att Victor Emmanuel skulle gifta sig med Clementine av Belgien, Feodora av Schleswig-Holstein, Annunziata av Österrike eller Maria Magdalena av Grekland. Äktenskapet var ovanligt, då Elenas dynasti var ny och ortodox, men det föreslogs till stor del för att undvika den i kungliga familjer vanliga inaveln mellan släktingar. 
Äktenskapet beskrivs som lyckligt. Under sin tid som kronprinspar ägnade de sig ofta åt privata kryssningar på Medelhavet. Hon blev drottning vid makens tronbestigning 1900. 

## Drottning

### Privatliv
Kungafamiljen bodde på Quirinalen i Rom under vintern, och på flera olika slott men främst på slottet i Monza om sommaren. Deras hov beskrevs som strikt och puritanskt. De hade avsiktligt valt ut hovdamer åt Elena vars makar var anställda som hovherrar åt Victor Emmanuel för att förhindra de förut vanliga kärleksaffärerna vid hovet och förvisa de hovmedlemmar som tidigare varit inblandade i sådana, och säkerställa att kungabarnen fick en "dygdig" uppväxt. 
Victor Emmanuel har beskrivits som pryd och svartsjuk, och föredrog att Elena levde tillbakadraget och ägnade sig åt deras barn. Kungaparet levde ett tillbakadraget familjeliv och hade inget stort umgänge eller hushåll utom under vintermånaderna då de ägnade sig åt representation i Rom. Kungabarnen fick av princip en så enkel uppväxt som möjligt för att undvika att de blev högfärdiga, och de dyrbara leksaker de fick i gåva delades ut till sjukhusen istället. 
Äktenskapet beskrivs som lyckligt, och Victor Emmanuel som trogen men också svårt svartsjuk, då han föredrog att hon mest tillbringade sin tid i barnkammaren, inte träffade hovmän annat än vid formella tillfällen och till och med såg till att paret alltid åt middag ensamma utan ens hovpersonalen närvarande. Elena beskrivs som blyg, trångsynt och tillbakadragen, och utan något större intresse för Italien. Hon ogillade hovliv, och de tebjudningar hon höll om eftermiddagarna beskrivs som oceremoniösa. Under vinterhalvåret skulle kungaparet vara centralfigurer för societetssäsongens festligheter, men de använde ofta någon ursäkt för att ställa in dem, vilket gjorde dem kritiserade i Rom. 

### Offentlig roll
Elena hyllades för sina insatser vid en rad dramatiska tillfällen som fick stor publicitet.  Vid flera tillfällen, som vid jordskalvet i Kalabrien och en svår tågkrock, besökte hon olycksplatsen och deltog i vården av sårade. 1908 besökte hon platsen för naturkatastrofen i Messina. Hon ägnade sig personligen åt sjukvård av offren i sjuksköterskeuniform under en vecka, och organiserade sedan en insamling för offren. Hennes exempel följdes sedan av flera överklasskvinnor. Under första världskriget var hon verksam som sjuksköterska. 1937 fick hon utmärkelsen Den gyllene rosen av påven. 
Utöver representationen vid högre statshögtider ägnade hon sig dock åt ett stillsamt privat familjeliv, och mindre åt välgörenhet, föreningsarbete, donationer och att agera beskyddare åt konst och olika ändamål än vad drottningar förväntades göra. Hon engagerade sig så lite åt frågor utanför sin familj att hon beskrevs som en besvikelse, särskilt av sitt eget hov, som beskrev kungaparet som passivt och apatetiska och alltför fokuserade på ett stillsamt privatliv. Hennes svärmor, som älskade sällskapsliv, representation och alltid var engagerad i en mängd olika ändamål, beskrivs som betydligt mer populär: det noterades att Elena alltid anlände till operan efter sin svärmor och gick före henne, då denna alltid fick mer applåder än henne. 
Elena undvek normalt att lägga sig i politiken, men det fanns undantag. År 1939, tre månader efter början av andra världskriget, skrev Elena ett brev till de sex suveränerna i de fortfarande neutrala europeiska nationerna, Danmark, Nederländerna, Luxemburg, Belgien, Bulgarien och Jugoslavien, för att undvika den enorma tragedin för Europa och världen. 
Under andra världskriget påverkade hon genom sin make Viktor Emanuel, Mussolini att utropa Montenegro till en autonom stat. På samma sätt medverkade hon 1943 till frisläppandet av sin släkting Mikael av Montenegro. 
I sina memoarer skriver drottningen att hon var närvarande den 25 juli i Villa Ada när Vittorio Emanuele lät arrestera Mussolini. Den 9 september 1943 följde hon sin man i hans flykt till Brindisi, där kungen tog sin tillflykt, och lämnade Rom omedelbart efter att vapenstilleståndet med de allierade som monarkin i hemlighet hade undertecknat i Cassibile den 3 september för att avsluta kriget offentliggjordes. 
Hennes make abdikerade 1946. Omedelbart efter att Vittorio Emanuele III abdikerade till förmån för sin son Umberto och antog titeln greve av Pollenzo, gick Elena i exil med sin man, den 9 maj 1946. Vid republikens införande 1947 reste hon med maken till Egypten. Hon avled i Frankrike.

## Barn
1. Yolanda Margherita av Savojen (1901-1986) gift med greve di Bergolo
2. Mafalda av Savojen (1902-1944) (död i koncentrationslägret Buchenwald), gift med Philipp av Hessen-Kassel
3. Umberto II av Italien (1904-1983)
4. Giovanna av Italien (1907-2000) gift med Boris III av Bulgarien
5. Maria av Savojen (1914-2001) gift med prins Luigi av Bourbon-Parma